# Oudshoorn (polder)
Het waterschap Polder Oudshoorn was een waterschap in de Nederlandse provincie Zuid-Holland, in de gemeente Oudshoorn (sinds 1918 Alphen aan den Rijn).
Het waterschap was in 1740 ontstaan als de Groote-, Kleine- en Kalkovensche Polder na de samenvoeging van de drie polders en werd in 1962 hermoemd tot Polder Oudshoorn. De Groote Polder was gesticht op 10 mei 1572, de Kleine Polder op 5 mei 1565 en de Kalkovensche Polder op 26 mei 1565.
Het waterschap was verantwoordelijk voor de vervening, drooglegging en de waterhuishouding in de gelijknamige polders. De polder werd in 1978 opgeheven, ontpolderd en bij de gemeente Alphen aan den Rijn gevoegd. Het voormalige gebied van Oudshoorn maakt nu deel uit van de droogmakerij Vierambachtspolder.